# مشعبة (البيضاء)

تعديل مصدري - تعديل

مشعبة هي إحدى قرى عزلة الهجرة بمديرية البيضاء التابعة لمحافظة البيضاء، بلغ تعداد سكانها 493 نسمة حسب تعداد اليمن لعام 2004.